# Ernst Mayr
Ernst Walter Mayr (Kempten im Allgäu, 5 juli 1904 – Bedford, Massachusetts, 3 februari 2005) was een Duits-Amerikaanse bioloog die gezien wordt als een van de belangrijkste biologen van de twintigste eeuw. In veel van zijn werk wees Mayr het reductionisme in de evolutiebiologie af. Hij voerde aan dat de selectiedruk wordt uitgeoefend op het hele organisme en niet alleen op de chromosomen en dat genen verschillende effecten kunnen hebben afhankelijk van de andere genen in het organisme. Hij was er voorstander van om het hele genoom te bestuderen in plaats van uitsluitend de veranderingen in het DNA.

## Biografie
Mayr werd geboren in Kempten (Duitsland) als zoon van Otto Mayr en Helene Pusinelli. Zij hadden drie zoons, Ernst was de middelste. Zijn vader was rechter (Landgerichtsrat) in het district rond Würzburg. Otto was geïnteresseerd in natuurlijke historie en nam zijn kinderen vaak mee naar buiten. Voor Ernst 13 jaar werd, stierf zijn vader en daarna verhuisde het gezin naar Dresden.
Mayr zat op het Staatsgymnasium in Dresden-Neustadt waar hij in februari 1923 eindexamen (Abitur) deed. Zijn moeder gaf hem toen een verrekijker cadeau. In die periode was hij al actief als vogelaar en lid van een ornithologische vereniging in Saksen. Op 23 maart 1923 meende hij bij Moritzburg een krooneend waargenomen te hebben. Deze waarneming werd door de andere vogelaars in twijfel getrokken. Ernst werd naar Erwin Stresemann gestuurd die toen aan vogels werkte aan het natuurhistorisch museum in Berlijn. Stresemann werd overtuigd van de juistheid van de determinatie en nodigde Ernst uit om als vrijwilliger mee te werken op het museum. Dit speelde toen Mayr net begon aan een studie geneeskunde aan de Ernst-Moritz-Arndt-Universität in Greifswald (Mecklenburg-Voor-Pommeren).
Hij koos geneeskunde te studeren in Greifswald vooral omdat het in een vogelrijk gebied lag, dicht bij de Oostzee. Tijdens zijn eerste vakantie werkte hij bij Stresemann aan boomkruipers. Later, in 1925 deed Stresemann hem een voorstel: als het hem (Ernst) lukte om binnen 16 maanden in de biologie af te studeren, zou Stresemann zorgen voor een baan aan het museum met het vooruitzicht op verzamelreizen naar de Tropen. Daarom studeerde Mayr op 24 juli 1926 af in de zoölogie bij Dr Carl Zimmer en werd hij daarna benoemd bij Stresemann aan het Museum für Naturkunde.
In 1927, tijdens het internationale zoölogische congres in Boedapest, stelde Stresemann Ernst Mayr voor aan Lionel Walter Rothschild  die hem vroeg om op expeditie naar Nieuw-Guinea te gaan namens hem (Lionel) en het American Museum of Natural History in New York. Mayr deed dit en verzamelde daar enige duizenden balgen van vogels, die hij later beschreef. Ook ontdekte hij 38 nieuwe soorten uit de orchideeënfamilie. Tijdens zijn verblijf daar werd hij uitgenodigd om mee te gaan met de Whitney South Sea Expedition naar de Salomonseilanden.
In 1930 keerde hij voor korte tijd terug naar Duitsland. Hij accepteerde in 1931 een baan als conservator aan het  American Museum of Natural History. Omdat Walter Rothschild plotseling veel geld nodig had (hij werd gechanteerd), was Mayr betrokken bij de verkoop en verwerving voor het museum van de Rothschildcollectie. Gedurende die tijd publiceerde Mayr tal van taxonomische artikelen. In 1935 trouwde Ernst Mayr met Margarete Simon. In 1942 verscheen zijn eerste boek over systematiek en evolutiebiologie. In dit boek verbond Mayr zijn inzichten die hij als veldbioloog had verworven met theorieën over de vorming van soorten. Daarmee legde hij, samen met andere onderzoekers, de basis voor de moderne synthese.
Mayr had een grote invloed op de manier waarop in de Verenigde Staten de ornithologie werd bedreven. Aanvankelijk vond hij dat de Amerikanen te weinig aandacht hadden voor de biologische achtergronden van het gedrag van vogels en te weinig op de hoogte waren van de wetenschappelijke literatuur. Onder auspicium van de Linnaean Society of New York organiseerde hij seminars. Amerikaanse ornithologen waaronder Frank Michler Chapman zorgden ervoor dat het museum ringgegevens en veldwaarnemingen van vogels ging verwerken. De Amerikaanse ornithologe Margaret Morse Nice, die uitgebreid onderzoek deed aan de zanggors (Melospiza melodia), werd ook sterk door Mayr aangemoedigd.
In 1953 kreeg Mayr een betrekking als hoogleraar en directeur (van 1961 tot 1970) van het Museum of Comparative Zoology (MCZ) aan de Harvard-universiteit.
In 1975 ging hij, overladen met eerbewijzen, met emeritaat als hoogleraar in de zoölogie. In zijn emeritaat bleef hij actief. Hij publiceerde daarna nog 200 artikelen. Van de 25 boeken die hij schreef, verschenen er 14 toen hij de 65 gepasseerd was. Scientific American plaatste een interview met hem toen hij 100 jaar was geworden. Ook daarna bleef hij schrijven.
Na een kortdurende ziekte stierf Ernst Mayr op 3 februari 2005. Zijn vrouw Margarete overleed in 1990, hij liet twee dochters, vijf kleinkinderen en tien achterkleinkinderen achter.

## Zijn nalatenschap
In de jaren 1928 en 1930 verzamelde hij in de Indische Archipel en de Salomonseilanden vogels, waar hij 27 nieuwe vogelsoorten ontdekte waaronder bleke havik, Sanfords zeearend, San-Cristobalwaterhoen en salomonsbergduif.
Mayr behoorde samen met onder andere Theodosius Dobzhansky en Bernhard Rensch (met wie hij korte tijd in Berlijn samenwerkte) tot de grondleggers van de moderne synthese. Een van de kerngedachten van deze synthese is dat de evolutietheorie een natuurwetenschappelijke theorie is die met methoden uit het domein van de exacte wetenschappen bestudeerd moet worden. Hij benadrukte echter dat biologie geen vak is waarbinnen oorzakelijkheid volledig vergelijkbaar is met de natuurwetten uit de natuurkunde. Weliswaar gelden deze wetmatigheden, maar evolutie is echter een proces dat zich ontvouwt in de loop van de geschiedenis; daardoor verbindt de biologie op unieke wijze de natuurwetenschappen met de geesteswetenschappen, aldus Mayr.
Mayr had een traditionele biologische opleiding, met veel nadruk op het louter beschrijvende werk en weinig training in vakken als wiskunde en natuurkunde. Hij was mede daardoor kritisch over de eerste wiskundige benaderingen van de evolutie zoals bedacht door  J.B.S. Haldane. Ook de louter moleculair genetische studies, zoals die van Carl Woese, werden kritisch door Mayr gevolgd.
Hij was vooral geïnspireerd door zijn systematisch werk aan vogelsoorten en hij werd bekend door zijn studies naar soortvorming. Hij definieerde het soortbegrip als de biologische soort. Dit is een verzameling dieren die onderling kruisbaar zijn en vruchtbare nakomelingen krijgen. Soortvorming is volgens Mayr vooral allopatrische soortvorming waarbij reproductieve isolatie door geografische barrières zoals bergketens, zeestraten en brede rivieren essentieel is. Daarnaast onderscheidde hij peripatrische soortvorming en parapatrische soortvorming. Sympatrische soortvorming beschouwde hij met wantrouwen.
Mayr stond ook zeer afwijzend tegen de ideeën van Richard Dawkins die selectie op de genen als belangrijkste motor van de evolutie zag. Mayr daarentegen hield vol dat louter genselectie geen houdbare opvatting is over het evolutionaire proces.

## Boeken
- 1942. Systematics and the Origin of Species, from the Viewpoint of a Zoologist. Cambridge: Harvard University Press. ISBN 0-674-86250-3.
- 1963. Animal Species and Evolution Cambridge: Belknap Press of Harvard University Press. ISBN 0-674-03750-2.
- 1970. Populations, Species, and Evolution. Cambridge: Belknap Press of Harvard University Press. ISBN 0-674-69013-3.
- 1976. Evolution and the Diversity of Life. Cambridge: Belknap Press of Harvard University Press. ISBN 0-674-27105-X.
- 1980 (met William B. Provine, beide redacteur). The Evolutionary Synthesis: Perspectives on the Unification of Biology ISBN 0-674-27225-0
- 1982. The Growth of Biological Thought. Cambridge (Mass.): Belknap P. of Harvard U.P. ISBN 0-674-36446-5.
- 1988. Toward a New Philosophy of Biology. Cambridge: Harvard University Press. ISBN 0-674-89666-1.
- 1991 (met Peter D. Ashlock). Principles of Systematic Zoology. New York: McGraw-Hill. ISBN 0-07-041144-1.
- 1991. One Long Argument: Charles Darwin and the genesis of modern evolutionary thought. Cambridge: Harvard University Press. ISBN 0674639065.
- Ned. Vert.:  1992. Het recht van de sterkste: Darwin en het ontstaan van de moderne evolutietheorie. Prometheus Amsterdam 277 p. ISBN 90 5333 102 6.
- 1997. This Is Biology. Cambridge: Belknap Press of Harvard University Press. ISBN 0-674-88469-8.
- 2001 (met Jared Diamond). The Birds of Northern Melanesia. Oxford Oxfordshire: Oxford University Press. ISBN 0-19-514170-9.
- 2001. What Evolution Is. New York: Basic Books. ISBN 0-465-04426-3.
- 2004. What Makes Biology Unique? Cambridge: Cambridge University Press. ISBN 0-521-84114-3.

- Biblioteca Nacional de España: XX1091360
- Bibliothèque nationale de France: cb11915359r (data)
- Catàleg d'autoritats de noms i títols de Catalunya: 981058517877006706
- CiNii: DA01597849
- DBLP: 126/8400
- Gemeinsame Normdatei: 116973080
- International Standard Name Identifier: 0000 0001 1452 9931
- Library of Congress Control Number: n78097027
- Nationale Bibliotheek van Letland: 000183498
- Bibliotheek van het Japanse parlement: 00471273
- Nationale Bibliotheek van Tsjechië: jn20011019126
- Nationale bibliotheek van Australië: 35337188
- Nationale Bibliotheek van Israël: 987007265131805171
- Nationale Bibliotheek van Polen: a0000001614572
- Nationale en Universitaire bibliotheek Zagreb: 000178996
- Nederlandse Thesaurus van Auteursnamen: 068378394
- Istituto Centrale per il Catalogo Unico: CFIV018483
- LIBRIS: 246870
- SNAC: w6kh0pt9
- Système universitaire de documentation: 027020290
- Trove: 916631
- Virtual International Authority File: 98043389
- WorldCat: E39PBJrcmy4GgRmqW9qDPWrQbd